# Dynastes hyllus
Dynastes hyllus — жук из рода Dynastes семейства пластинчатоусые.

## Описание
Длина тела самцов 35—70 мм; самок 30—45 мм. Переднеспинка и надкрылья самцов оливково-зеленой окраски. У самок — переднеспинка чёрная, надкрылья оливково-зеленые. Надкрылья гладкие у обоих полов. Рог самца на голове длинный, с треугольным зубцом на вершине.

## Ареал
Мексика, Белиз, Гондурас, Гватемала, Никарагуа.

## Время лёта
Август — октябрь.

## Жизненный цикл
Личинки развиваются в древесине авокадо (Persea americana) семейство Lauraceae. Известно 2 жизненных цикла развития личинки — короткий длительностью приблизительно 675 дней и длинный — приблизительно 1109 дней, которые не зависят от влажности, температуры, и количества пищи.